# Sena Madureira
Sena Madureira è un comune del Brasile nello Stato dell'Acre, parte della mesoregione di Vale do Acre e della microregione di Sena Madureira.